# 튀김우동 (라면)
튀김 우동은 농심에서 만든 튀김우동 컨셉의 인스턴트 라면이다. 우동 맛이 나는 스프와 튀김 조각이 들어 있다.

## 제품
튀김우동 큰사발면
1990년 10월 8일에 출시한 큰 용기면 제품이다.
튀김우동 컵
2008년 11월 24일에 출시한 작은 용기면 제품이다.
튀김우동 봉지면
2018년 11월 23일에 출시한 봉지라면 제품이다

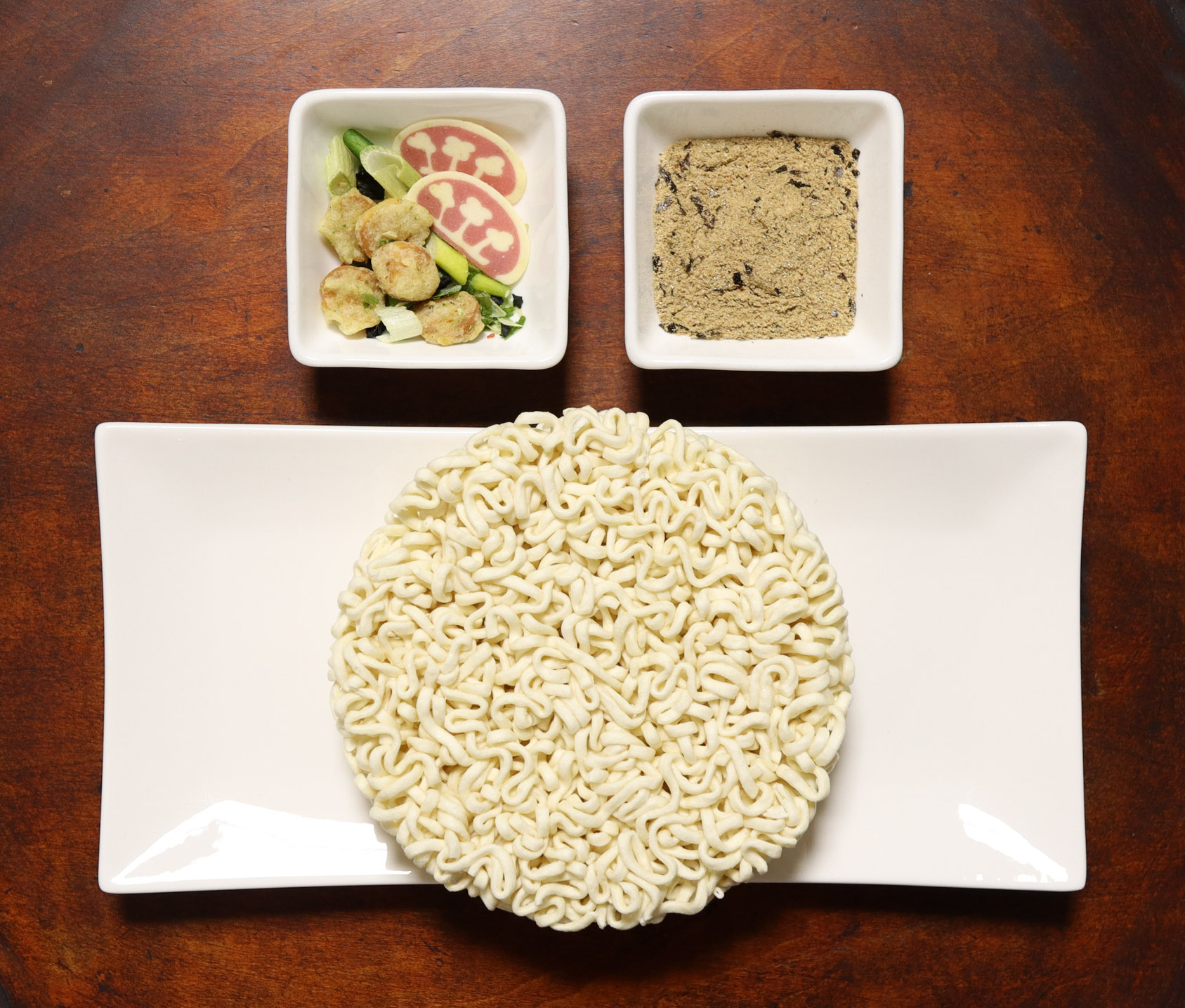
튀김우동 봉지면 재료
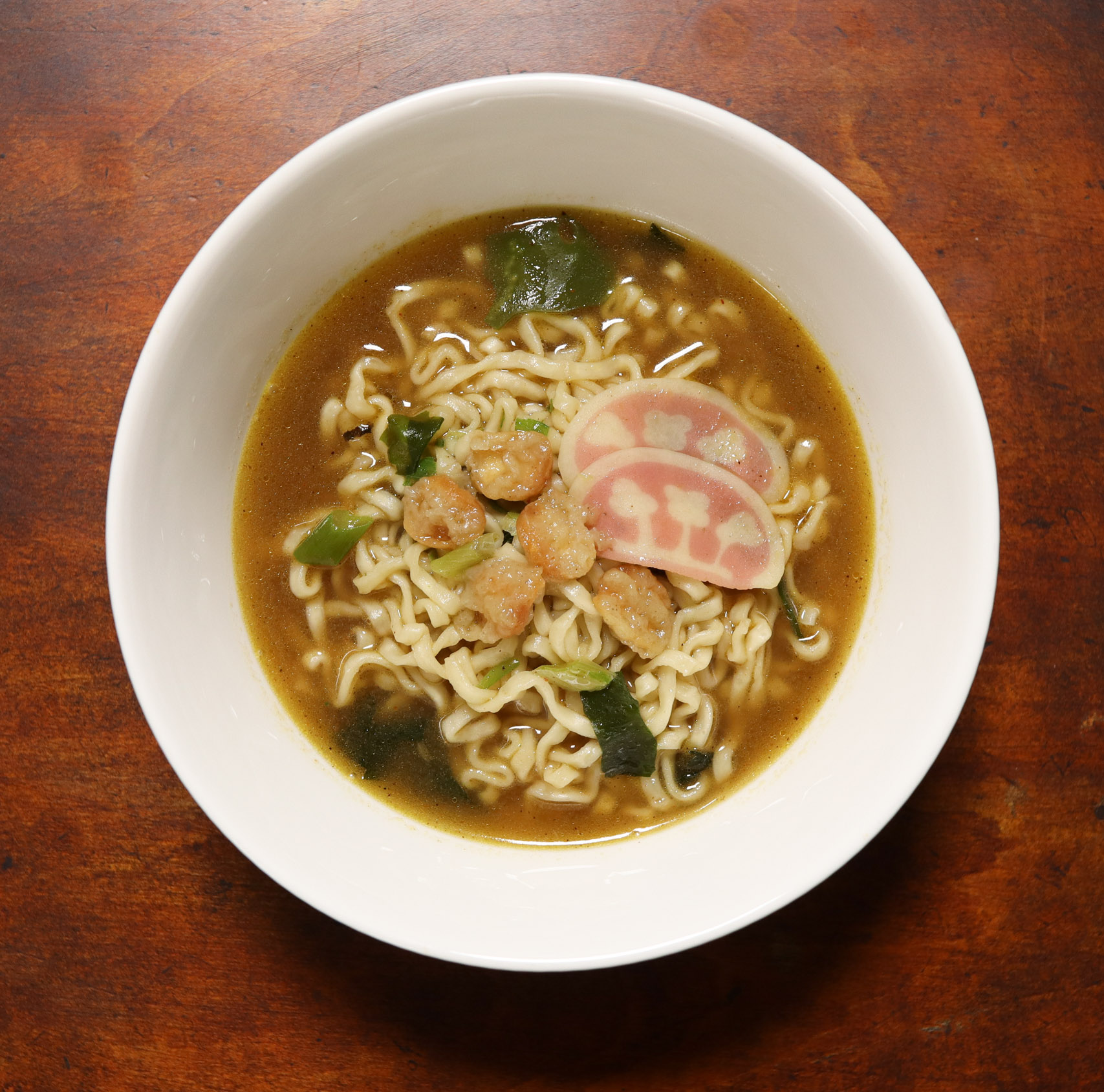
튀김우동 봉지면
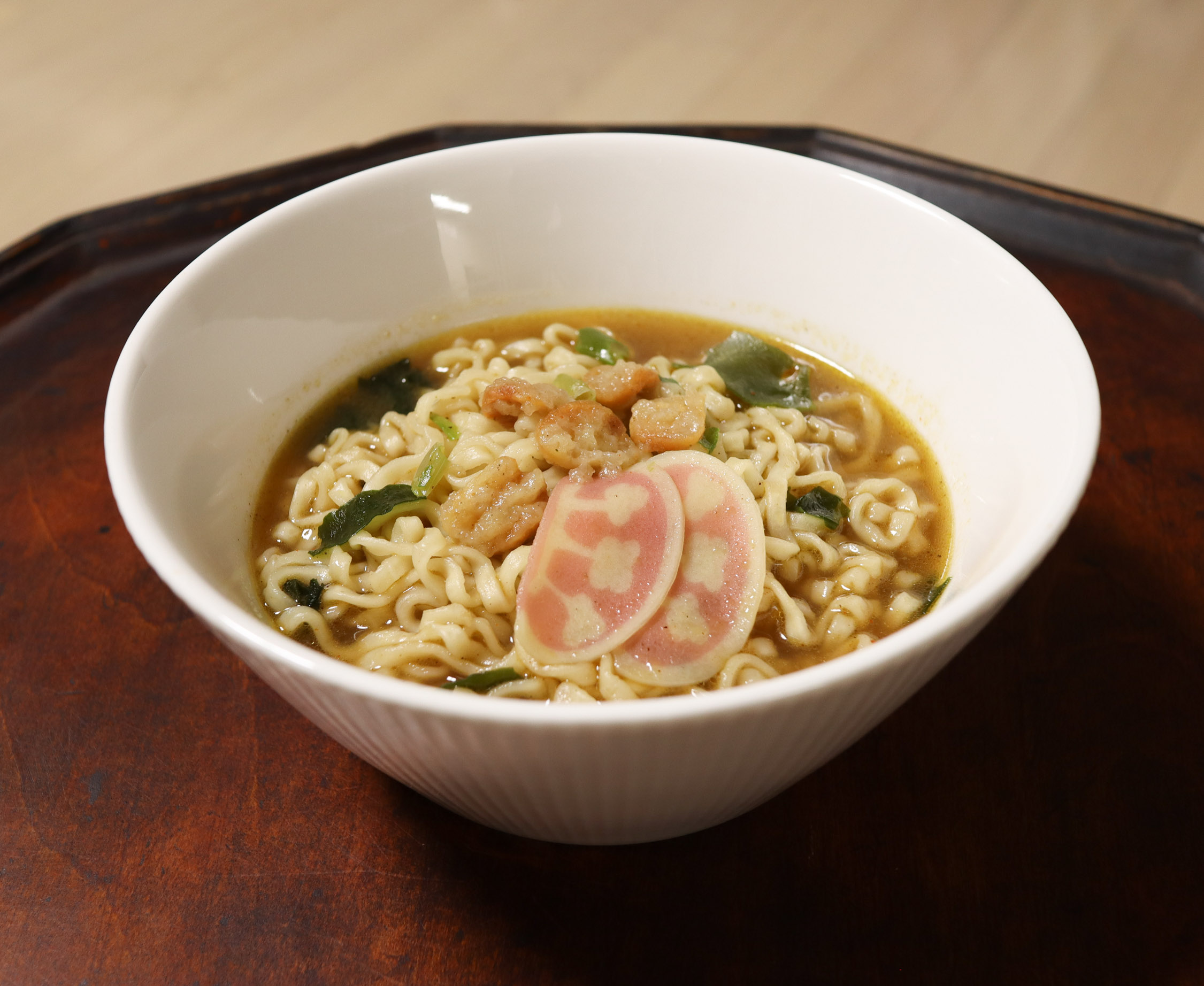
튀김우동 봉지면